# John Thomas Duckworth

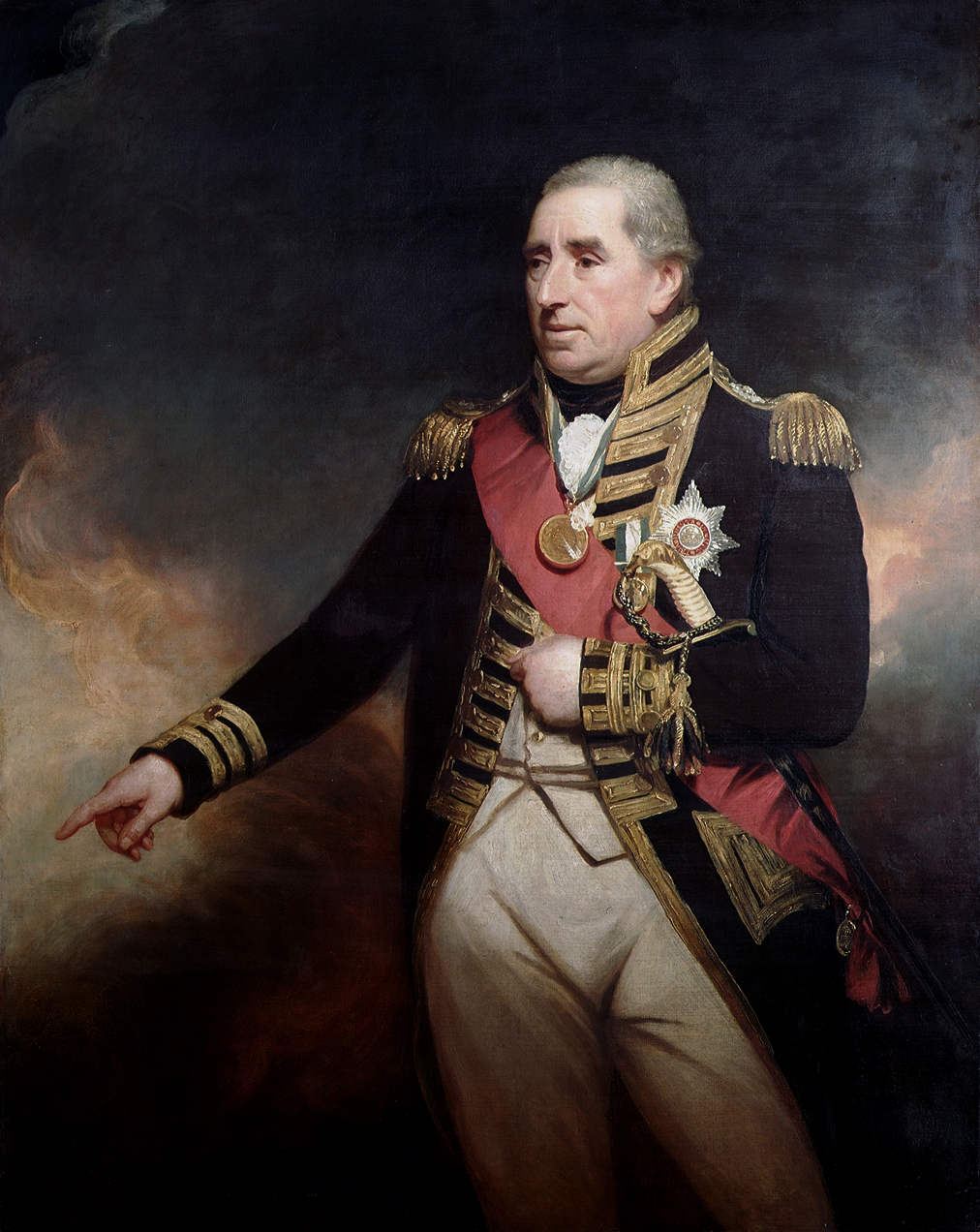
John Thomas Duckworth

Sir John Thomas Duckworth, 1º Baronete, GCB (Leatherhead. 9 de fevereiro de 1748 - HMNB Devonport, 31 de agosto de 1817) foi um oficial da Marinha Real, servindo durante a Guerra dos Sete Anos, a Guerra da Independência Americana, a Revolução Francesa e as guerras napoleônicas, como governador da Terra Nova durante a Guerra de 1812 e membro da Câmara dos Comuns britânica durante sua semi-aposentadoria. Duckworth, filho de um vigário, alcançou muito em uma carreira naval que começou aos 11 anos.
Servindo com a maioria dos grandes nomes da Marinha Real durante o final do século XVIII e início do século XIX, ele lutou contra quase todos os inimigos da Grã-Bretanha nos mares uma vez ou outra, incluindo a operação de Dardanelos que seria lembrada um século depois durante a Primeira Guerra Mundial. Ele estava no comando da Batalha de São Domingo, a última grande ação da frota das Guerras Napoleônicas.